# Jaime Roig de Diego
Jaime Roig de Diego es un pintor español, nacido el 24 de noviembre de 1960 en Palma de Mallorca (Islas Baleares). 

## El artista
Roig de Diego es uno de los más punteros representantes del arte pop en España. Claramente influenciado por Andy Warhol, se desliga, sin embargo, del pop anglosajón, e incluso, de las referencias del escaso arte Pop que se hace en España (Equipo Crónica/Manolo Valdés y Eduardo Arroyo, entre otros).
Formado en el mundo de la comunicación (es Técnico de Publicidad (MIT) y Técnico Superior en Relaciones Públicas por la Universidad de Barcelona), Roig de Diego ha participado en varios cursos monográficos, en la Escuela de Artes de Palma, en el Círculo de Bellas Artes de Madrid, así como en la Fundación Miró de Barcelona. Mismanente, ha sido profesor en la Escuela Superior de Relaciones Públicas (sec. del. de Palma de Mallorca) y es Director Creativo de Publicidad Matas.
Roig de Diego ha colaborado con múltiples músicos, escritores y directores de teatro, en escenografías teatrales, trabajos editoriales, etc.

## Su obra
El artista mallorquín desarrolla un lenguaje propio, mestizo, resultado de combinar elementos muy diversos: iconografía religiosa, referencias a los clásicos y guiños a la cultura popular (imágenes publicitarias, de la Red, sombras “bizarre”, y elementos de la escena, como el burlesque o el Cabaret). 
"Su arte mezcla elementos que proceden del cine, el cómic o la publicidad, dándole a todo ello un toque que estriba entre lo gótico y lo surrealista". Roig de Diego expone su obra en galería nacionales desde el 1985 y en espacios internacionales desde el 2003.
De entre sus más destacadas muestras destaca una monográfica dedicada a su poeta favorito: Federico García Lorca, con motivo del aniversario de su muerte (exposición que fuera iniciativa de Antonio Novo, descubridor y primer galerista de Roig de Diego). Tras un largo trabajo de documentación (con viajes por los lugares de la infancia del poeta, encuentros con cantaores o gentes del mundo de la tauromaquia) las obras de Roig de Diego se expusieron junto a poemas de Antonio Novo, compuestos para la ocasión.
En el año 2000 fue uno de los integrantes de un proyecto colectivo financiado por la Caja de Baleares “Sa Nostra”. Cuatro autores dieron forma a una exposición multimedia con diseño gráfico, pintura y fotografía en una visión crítica del mundo de la Publicidad, desde dentro, ya que los cuatro integrantes de la muestra eran parte de él.
En el año 2010 ha destacado con dos muestras especialmente:
- "El silencio de las Meninas", una curiosa muestra de cuadros basados en la célebre obra de Diego Velázquez (presentada en Mónaco, y expuesta en Villefranche sur Mer, entre otras plazas).[4]
- "Celebrities",[5] exposición (sala Missió21art de Palma de Mallorca) para la cual ha compuesto obras que muestran "ópticas originales" respecto a, en palabras del propio autor, "los nuevos dioses mediáticos", tales como: Rafael Nadal, Jorge Lorenzo, Pedro Almodóvar, Fidel Castro o Albert Rivera.[6][7]

Es autor del libro: EL IN-PERTINENTE. Crónicas divinas de vicios mundanos y virtudes públicas”. Se trata de una recopilación de algunos de sus mejores artículos publicados en su columna en la revista social en línea INMTK. El libro fue presentado el 21 de junio de 2012 en BALAGUER (Palma de Mallorca), en un acto que contó con la presencia de la escritora Alicia Misrahi, las editoras Joana Pol y Sandra Llabrés (editora de INMTK) y la colaboración especial del humorista Xavier Canyelles. El acto contó con la actuación del Orfeó Mayurqa.
En mayo de 2019 presenta su primera novela: “Cristóbal Cool-On, viajero espacial”, bajo la divisa de Ediciones AZIMUT, y con el prólogo de Marcos Cabotà.
Actualmente dirige un espacio semanal de Radio: “El In-pertinente Jaime Roig de Diego (la cultura vuelta y vuelta)”. Magazine cultural, dentro de la “Tardes Inmediatikas” de Sandra Llabrés Donadieu, en Última Hora Radio.
Es el director Creativo y Adjunto a la Dirección de Islandarte, la I Bienal Internacional de Arte Contemporáneo Independiente, que tuvo lugar en septiembre de 2018, en el Coliseo Balear de Palma.

## Algunas de sus más destacadas muestras y exposiciones
Sus obras han sido expuestas en múltiples galerías y certámenes de todo el mundo. 
Destacan sus exposiciones en:
- 2003: ART EXPO. Barcelona (España)
- 2004: DEARTE. Madrid (España)
- 2004: CA’N PINÓS GALERIA D’ART CONTEMPORANI. Palma de Mallorca (España)
- 2004: ART SHANGHAI FAIR. Shanghái (China)
- 2005: ART MIAMI. Miami Beach, Florida (EE. UU.)
- 2005: DEARTE. Madrid (España)
- 2005: LEBASI GALERIA D’ART. Palma de Mallorca (España)
- 2005: KIAF. KOREA INTERNATIONAL ART FAIR. Seúl (Corea del Sur)
- 2005: ARTEFAMA. Almería (España)
- 2006: ART MIAMI. Miami Beach, Florida (EE. UU.)
- 2006: THOMAS EADS FINE ART. Tallahassee, Florida (EE. UU.)
- 2006: FLORIDA STATE UNIVERSITY-INTERNATIONAL CENTER, Talahassee, Florida (EE. UU.)
- 2006: MARBART. FERIA INTERNACIONAL DE ARTE CONTEMPORANEO. Marbella (España)
- 2007: CENTRE D’ART LA REAL. Palma de Mallorca (España)
- 2008: GINZA TOWA GALLERY. VIII FESTIVAL DE ARTE DE TOKIO. SHOWA DORI. GINZA - Tokio (Japón)
- 2008: NOVO GALERIA D’ART. Palma de Mallorca (España)
- 2009: NEW CENTURY ARTISTS GALLERY. CHELSEA. Nueva York (EE. UU.)
- 2009: ART SHOPPING. Carrousel du Louvre. París (Francia)
- 2010: CC DA PARADANTA. Pontevedra - Galicia (España)
- 2010: BAF 2010 BERGAMO ARTE FIERA. Bérgamo (Italia)[15]
- 2010: GALERIA JAVIER ROMAN. Málaga (España)
- 2010: VILLA MASSOURY. Villefranche sur Mer. Costa Azul (Francia)
- 2010: HOTEL DES VENTES (SUBASTA) en Les Andelys (Francia)
- 2010: MISSIÓ21ART. Palma de Mallorca (España)
- 2010: SUBASTA EN Galerie-espace de Nesle. París (Francia)
- 2011: MISSIÓ21ART. Palma de Mallorca (España)
- 2011: SUBASTA EN Galerie-espace de Nesle. París (Francia)
- 2011: MUSEUM GALERIE ROSMOLEN UNIVERSART. Zeddam (Holanda)
- 2011: DRIEKONINGENKAPEL. Doetinchem (Holanda)
- 2011: Festival Internacional de Fantasía, Ciencia ficción y Terror "Mallorca Fantàstica", Café Mercantil, Inca, Mallorca (España).
- 2011: "Pintores de Mallorca a Picasso: homenaje a Picasso", MISSIO21ART, Palma de Mallorca (España).
- 2012: "Encuentros II" en MUSEUM GALERIE ROSMOLEN UNIVERSART. Zeddam (Holanda)
- 2012: "Imágenes de un libro - cuadros de una exposición" en MISSIÓ21ART. Palma de Mallorca (España)
- 2012: "Encuentros/Ontmoetingen", DRIEKONINGENKAPEL. Doetinchem (Holanda)
- 2012: Exposición "Fundación Amazonia" en Sala de la Misercodia, Palma de Mallorca (España).
- 2013: "Hombres artistas contra la violencia de Género" (colectiva), 18 NOVIEMBRE -10 DICIEMBRE. (COINCIDIENDO CON EL “DÍA INTERNACIONAL DE LA VIOLENCIA DE GÉNERO”) GALERÍA ART MALLORCA. Palma de Mallorca (España).
- 2013: Subasta en ART MODERNE ET CONTEMPORAIN VENTE ENCHÉRES, SALLE VV. DROUOT LIVE, FRAISE & JABOT París (Francia).
- 2013: “KUNSTEXPOSITIE” DRIEKONINGENKAPEL Doetinchem (Holanda).
- 2013: “ONTMOETINGEN III” en MUSEUM GALERIE ROSMOLEN – UNIVERSART EXPOSITIE, Zeddam (Holanda).
- 2013: Exposición colectiva "ART D´HIVERN" (con la obra "La cloaca dorada"[16][17]) en MISSIÓ21ART. Palma de Mallorca (España).
- 2014: Mención especial del Jurado en el certamen de relatos cortos "Ainos", diciembre de 2014, Cromlech Cultura, Palma de Mallorca (España).
- 2014: "A, Arte contra,..." Proposiciones artísticas contra la violencia de género (colectiva), GALERÍA ART MALLORCA. Palma de Mallorca (España).
- 2014: "Octubre Picassiano" en GALERÍA JAVIER ROMÁN. (exp. colectiva), Málaga (España).[18]
- 2014: KUNSTEXPOSITIE: “CONSUELO PLAZA ARANDA EN HAAR ONTMOETINGEN”, DRIEKONINGENKAPEL. Doetinchem (Holanda).
- 2014: ONTMOETINGEN 4 “30 SPAANSE KUNSTENAARS” MUSEUM GALERIE ROSMOLEN UNIVERSART, Zeddam (Holanda).
- 2014: Seminario y exposición: "Virulències. Art(ivisme) contra les estructures de violència", del 20 al 30 de mayo, EDIFICIO “SA RIERA” UIB PALMA. UNIVERSIDAD DE LAS ISLAS BALEARES. Palma de Mallorca (España); y del 13 de marzo al 16 de abril en CENTRO DE CULTURA “FUNDACIÓN SA NOSTRA”, Palma de Mallorca (España).
- 2014: "Fotograma cero" en GALERÍA JAVIER ROMÁN. (exp. colectiva), Málaga (España).
- 2014: Desde noviembre hasta final de año, Roig de Diego interviene en "El Mirador" (Palma de Mallorca) (proyecto, concebido por el artista visual Lluís Fuster, que cede un espacio urbano a otros artistas, pudiéndose ver sólo desde la calle). El artista interviene con una obra concebida como un vitral de iglesia, con una estructura que nos hace ir, de abajo arriba, del mal al bien, pasando por infierno, purgatorio y cielo.[19][20][21]
- 2015: Del 18 al 27 de febrero, participación en la I Feria de Arte Contemporáneo Arteminas, celebrado en la Escuela Técnica Superior de Ingenieros de Minas y Energía de Madrid.[22]
- 2015: ARTSEVILLA, la I Feria Internacional de Arte Contemporáneo que tendrá lugar del 15 al 18 de octubre, en Fibes, Palacio de Exposiciones y Congresos de Sevilla; feria que, en paralelo y durante los días 16 y 17, celebrará en la misma sede, el I Congreso Nacional de Arte Contemporáneo.[23]
- 2015: "PELÍCULAS SOÑADAS" Galería Superior Sala Rívoli. Del 19 de noviembre de 2015, al 31 de enero de 2016. Palma de Mallorca.
- 2016: “ART & BREAKFAST 2”. Hotel Larios Room Mate. Galería Javier Román. 6, 7 y 8, mayo de 2016. ROOMS 311&312. Málaga.
- 2016: “ENCUENTROS 6” Museum Galerie Rosmolen Universart.[24] 5-19-6 MEI 2016. Zeddam (Holanda)
- 2016: "Galería Berlin", Nit de l´ART 016. Participa como artista plástico y como autor del texto teatral "Gracias Fellini", para representar como performance. Septiembre de 2016, Palma de Mallorca.
- En 2017, junto con el director de Cine Antoni Caimari Caldés, redacta el manifiesto artístico: “Manifiesto para el estímulo al crecimiento del cine de autor”, apoyado por la firma de la actriz Claudia Cardinale.
- 2018: Exposición colectiva "El universo es el corazón", Consejo Insular de Mallorca. C.C. Fundación "Sa Nostra", Palma de Mallorca (España).
- 2018: Encuentros/Ontmoetingen, exposición colectiva organizada por la Fundación Hispánico para promover el arte español en los Países Bajos, en MUSEUM GALERIE ROSMOLEN – UNIVERSART EXPOSITIE, Zeddam (Holanda).
- 2019: I Jornadas 'No plastic', sobre la necesidad de sensibilizar respecto a los plásticos de un solo uso, 3, 4 y 5 de abril de 2019. Fundación Mallorca Universal (Palma de Mallorca, España)[25][26]
- 2019: Entrevista en "Cocktail d´estiu" (programa de Canal 4 TV, presentado por Patricia Chinchilla).
- 2020: Reportaje en IB3NOTICIES. CULTURA. “Jaime Roig de Diego treu profit del confinament. Presenta la col.lecció plástica La mar obscura i el seu relat Delinery man” . IB3noticies vespre. 28 de mayo de 2020.
- 2020: Uno de los 9 ganadores del Certamen literario “La Cuarentena”. Relatos que forman parte del libro con el mismo título, editado por Azimut. Ilustrado por Daniela Miazzo. Mayo 2020[27]
- 2020: Participación en "TANCATS" (Encerrados), propuesta expositiva de un grupo de artistas que surgió de la expo “Treballadores ANTS”. Comisario: Antoni Torres Martorell
- 2020: Participación en TREBALLADORES. «ANTS» UNIVERSIDAD DE LAS ISLAS BALEARES - EDIFICIO SA RIERA. Formada por 92 formigues de hierro donde artistas de  Mallorca, Menorca, Ibiza, Formentera, Valencia, Galicia, Cataluña, País Vasco, Andalucía y Madrid han reflejado su mensaje.[28]
- 2021: Exposición “Películas Soñadas” en Galería Javier Román (Málaga) hasta el 3 de junio de 2021.[29]
- 2024: Participación en el International Contemporary Art Award Top Selection New York 2024, promovido por PitturiAmo, en la galería "One Art Space" en TriBeCa (Manhattan – Nueva York) del 29 de julio al 4 de agosto. 2024.[30]

## Otras expresiones artísticas
- 2013: Papel interpretándose a sí mismo en la película "Cómo matar a mi vecino" de Manuel Maciá.[31]
- 2014: Papel de "San José" en la representación tradicional: "La adoración de los tres Reyes de Oriente", 6 de enero de 2014, “SES VOLTES”. Palma de Mallorca (España).
- 2016: Miembro del jurado del "CONCURSO DE FOTOGRAFÍA ZENITART CAMINO UNIVERSAL 2016".[32]

## Enlaces
- Web del artista.
- Reseña en Arteinformado.
- "Roig de Diego presenta en Mónaco su visión de 'Las Meninas'" Artículo publicado en La Voz Libre, 10 de mayo de 2010.
- Roig de Diego estrena 'Celebrities', una muestra de los 'dioses' mediáticos. Artículo publicado en La Voz Libre (27 de agosto de 2010).
- Reseña de Roig de Diego en Artists.de
- "CELEBRITIES. ROIG DE DIEGO. MISSIÓ21ART. PALMA DE MALLORCA" en "Amb l´art".
- La iconografía de San Sebastián, con cita a Roig de Diego.
- "La Memé “me cita” con Roig de Diego", artículo de Vanessa Sánchez en "Perdón por la indiscreción".
- Islandarte Archivado el 24 de junio de 2018 en Wayback Machine.
- Programa "ARTISTA" de Canal4TV dedicado a Roig de Diego, escrito y dirigido por Xisco Barceló y editado por Sebastián García.
- "6 Incredible Artists from Mallorca You Should Check Out" en revista en línea theculturectrip.com.
- Acto oficial de presentación al público, de la novela de Jaime Roig de Diego, "CRISTÓBAL COOL-ON, VIAJERO ESP@CIAL", en el Centre de Cultura "Sa Nostra", con la presencia del Presidente de la Editorial Azimut, Dr. Javier Rodríguez Barranco; el autor del prólogo Marcos Cabotá, Director y miembro de la academia de Cine; Sandra Llabrés Donadieu, directora de la revista INMEDIATIKA y comunicadora; y la ilustradora del libro, la artista Daniela Miazzo. El acto fue conducido por el conocido presentador de TV, Xisco Barceló.
- Booktrailer o video imágenes que contienen una sinopsis visual de la novela de Jaime Roig de Diego, recientemente publicada por Ediciones AZIMUT
- que resume la filosofía del artista Jaime Roig de Diego: "Vivir en Pop"
- "Jaime Roig de Diego o la fórmula científica del dominio en el laberinto de las artes", entrevista en mallorcadiario.com.